# Струмишко-Скопска епархия
 Тази статия е за източнокатолическата епархия в Северна Македония.  За римокатолическата вижте Скопска епархия (Римокатолическа църква).  
Успение на Пресвета Богородица в Струмица – Скопие (на македонска литературна норма: Успение на Пресвета Богородица во Струмица – Скопје; на латински: Eparchia Beatae Mariae Virginis in Caelum Assumptae Strummnitzensis-Scopiensis) е единствената епархия на Източнокатолическата (униатска) църква в Северна Македония.

## История
Мнозинството български македонски униати емигрират в България след Междусъюзническата война в 1912 – 1913 година, като част от кукушките униати се установяват в Струмишко. Така Македонският български апостолически викариат е на практика ликвидиран. След като Струмишко е предадено на новообразуваното Сръбско-хърватско-словенско кралство, част от тях отново емигрират в България и се установяват в София и Ново Делчево.
Останалите в Сърбия униати често пъти са принуждавани да сменят народността и вярата си. В Пирава 43 униатски семейства с един свещеник са принудени да се обявят за православни сърби. Църквата, гробището, манастира на евхаристинките и всички други църковни имоти са предадени на новосформираната православна църковна община. Пръснатите из различни селища бежанци от гръцката окупационна зона също са принудени да станат православни сърби. В периода 1913 – 1915 г. в сръбска Македония 222 католически семейства с около 1200 души, 12 свещеници и 28 монахини евхаристинки, предимно в Гевгели, Богданци, Стояково и Палюрци. Върху униатските благотворителни институции са наложени жестоки данъчни такси и полицейски ограничения.
След номиналното ликвидиране на Македонския български апостолически викариат в 1921 година, източните католици във Вардарска Македония са подчинени на униатската хърватска Крижевска епархия.
След ликвидацията на Югославия през април 1941 г. и установяването на българско управление в по-голямата част от Вардарска Македония, униатските енории в Струмишко и Гевгелийско минават под юрисдикцията на Софийската униатска митрополия и епископ Иван Гаруфалов. Във Вардарска Македония има 6 униатски енории с около 3000 униати – в Струмица (кукушки бежанци), Гевгели, Радово (заселено от кукушки бежанци), Нова махала (заселено от кукушки бежанци), Богданци и Стояково. През май 1941 г. енорийските свещеници и църковните настоятели на шестте енории подават изложение до цар Борис III с копия до Министерския съвет и до Министерството на вътрешните работи и изповеданията, с което искат да бъдат зачислени на бюджетна издръжка както е било в Югославия. Авторите пишат:
| „ | Голяма е радостта на всички ни, и на верни и на свещеници, че се възвръщаме наново, след 22 години прекарани в нестихващи надежди всред мъки и страдания за род и родина, в пределите на Отечеството ни – България. | “ |

На 20 ноември 1941 г. епископ Иван Гаруфалов отправя същата молба към премиера Богдан Филов, изтъквайки историческите заслуги за българщината на българите униати от Македония. Молбата на македонските униати обаче не е удовлетворена и те са издържани от Софийската апостолическа екзархия. В униатските енории се връщат почти всички действащи свещеници от стария Македонски български апостолически викариат. След края на войната, в края на 1945 година униатските енории отново са предадени на Крижевската епархия.
На 11 януари 2001 година епархията е възстановена като апостолическа екзархия под името Македонска апостолическа екзархия (на македонска литературна норма: Апостолски егзархат во Македонија; на латински: Exarchatus apostolicus Macedoniaensis). Епископът на Скопската западнообредна епархия изпълнява и функциите на апостолически екзарх на униатите в Северна Македония. От 2005 г. Скопската епархия и Македонската апостолическа екзархия се оглавяват от епископ Киро Стоянов. Екзархията наброява около 11 000 вярващи, 7 енории, 1 епископ и 13 свещеници.
На 31 май 2018 година папа Франциск издига екзархията в епархия под прякото управление на Светия престол и епископ Киро получава титлата Струмишко-Скопски епарх.

## Епископи
- Йоаким Хербут (2001 – 2005)
- Киро Стоянов (р. 2005)

## Статистика
| година | население | население | население  | свещеници | свещеници | свещеници  | свещеници            | дякони | монаси | монаси | енории |
| година | кръстени  | общо      | % католици | брой      | мирски    | йеромонаси | кръстени на свещеник | дякони | мъже   | жени   | енории |
| ------ | --------- | --------- | ---------- | --------- | --------- | ---------- | -------------------- | ------ | ------ | ------ | ------ |
| 2000   | 10.000    | ?         | ?          | 10        | 7         | 3          | 1.000                |        | 3      | 23     | 8      |
| 2001   | 6.320     | ?         | ?          | 9         | 9         |            | 702                  |        |        | 18     | 5      |
| 2002   | 11.000    | ?         | ?          | 8         | 7         | 1          | 1.375                |        | 1      | 17     | 5      |
| 2003   | 11.367    | ?         | ?          | 8         | 7         | 1          | 1.420                |        | 1      | 18     | 5      |
| 2004   | 11.398    | ?         | ?          | 9         | 9         |            | 1.266                |        |        | 18     | 5      |
| 2009   | 15.037    | ?         | ?          | 11        | 10        | 1          | 1.367                |        | 1      | 18     | 7      |
| 2010   | 11.228    | ?         | ?          | 12        | 11        | 1          | 935                  |        | 1      | 18     | 7      |
| 2013   | 11.305    | ?         | ?          | 14        | 13        | 1          | 807                  |        | 1      | 18     | 7      |
| 2016   | 11.374    | ?         | ?          | 16        | 15        | 1          | 710                  |        | 1      | 18     | 8      |
| 2018   | 11.444    | ?         | ?          | 16        | 15        | 1          | 715                  |        | 1      | 18     | 8      |